# 上海市城市規劃設計研究院
上海市城市規劃設計研究院是中華人民共和國上海市一家甲級城市規劃設計研究單位，下轄上海市城市综合交通規劃研究所、上海市浦東開發規劃研究設計院。成立於1957年8月。

## 外部連結
- 官方网站